# Прапор Бахрейну
Прапор Бахрейну — полотно червоного кольору з білою стрічкою, обмеженою з правого боку зигзагом. Пропорція прапора становить 3:5. Офіційно затверджений у 1972 році.

## Історія
Спочатку прапор Бахрейну мав червоний колір, як пам'ятка про мусульманську секту Хариджитів. У 1820 році у прапор додали білу стрічку, що мала символізувати перемир'я з Великою Британією. У 1933 році вводиться зигзаг, щоб прапор можна було віддрізнити від прапорів сусідніх країн. У 2003 році на прапорі зменшили кількість зигзагів до 5, що має символізувати п'ять стовпів ісламу.

## Кольори
| Кольорова схема | Білий       | Червоний   |
| --------------- | ----------- | ---------- |
| Pantone         | White       | 485 C      |
| RAL             | 9016        | 3028       |
| CMYK            | 0-0-0-0     | 0-95-100-0 |
| HEX             | #FFFFFF     | #DA291C    |
| RGB             | 255-255-255 | 210-41-28  |

## Конструкція прапора
|                     |
| Конструкція прапора |

## Галерея

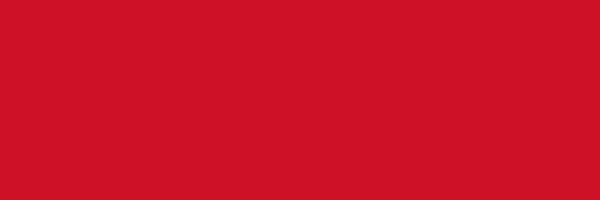
Прапор Бахрейну (до 1820 року)
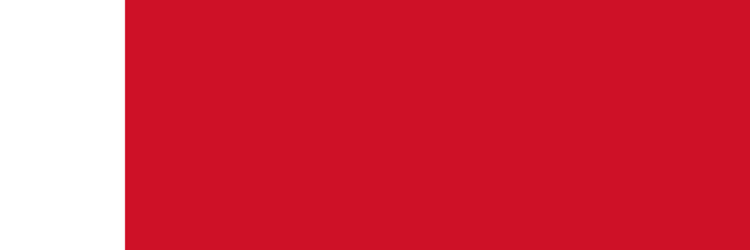
Прапор Бахрейну (1820—1932 рр.)
Прапор Бахрейну (1932—1972 рр.)
Прапор Бахрейну (1972-2002)

## Прапори мухафаз

Столична
Мухаррак
Південна
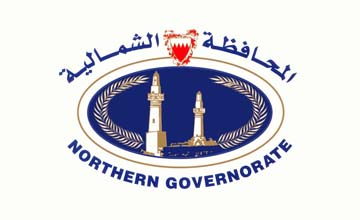
Північна

### Колишні мухафази

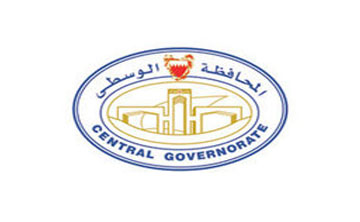
Центральна